# بوس جونسون
بوس جونسون هو سياسي كندي، ولد في 10 ديسمبر 1890 في فيكتوريا في كندا، وتوفي بنفس المكان في 12 يناير 1964. نشط حزبياً في BC United ‏. وقد انتخب Premier of British Columbia ‏ (29 ديسمبر 1947 – 1 أغسطس 1952).